# Zoombido
Zoombido é um programa exibido no Canal Brasil e na Lumen FM, que é apresentado pelo músico Paulinho Moska e dirigida pelo uruguaio Pablo Casacuberta. O programa estreou em 2006.
A ideia principal do programa é desvendar os processos por trás da composição musical. De acordo com o apresentador, o Zoombido serve para que ninguém mais possa ouvir uma canção sem pensar em como ela foi feita. Para isso, Moska traz um convidado para cada programa e eles conversam e tocam algumas músicas compostas pelo convidado. Em um clima descontraído, de bate-papo, os compositores revelam os segredos da composição, como cada música é construída, as influências, as histórias por trás de cada canção e como ela se transforma ao chegar ao público.
Em cada episódio cada convidado interpreta três de suas canções ao violão ou ao piano, e mais um dueto com o anfitrião que encerra cada episódio.

## Álbuns Musicais

### Zoombido Para Se Fazer Uma Canção - Vol. 1
No volume 1, o álbum conta com 5 participações especiais.

#### Faixas
1- Todas Elas Num Só Ser - Lenine

2- Do it - Lenine

3- Relampiano - Lenine e Moska

4- A Prosa Impúrpura do Caicó - Chico César

5-Para Cinema - Chico César

6-Tambor - Chico César e Moska

7-Cigarro - Zeca Baleiro 

8-Flores No Asfalto - Zeca Baleiro

9-Você só Pensa em Grana - Zeca Baleiro e Moska

10-Menina Bonita - Pedro Luis

11-Soul - Pedro Luis

12-Parte Coração - Pedro Luis e Moska

13-Benditas - Mart'nália

14-Contradição - Mart'nália

15-Entretanto - Mart'nália e Moska

### Zoombido Para Se Fazer Uma Canção - Vol. 2
No volume 2, o álbum conta com 7 participações especiais.

#### Faixas
1. Sou Dela - Nando Reis

2. Relicário - Nando Reis

3. O Segundo Sol - Nando Reis e Moska

4. Todo Amor Que Houver Nessa Vida - Frejat

5. Por Você - Frejat

6. O Poeta Está Vivo - Frejat e Moska

7. Não Vá Ainda - Zélia Duncan

8. Coração Na Boca - Zélia Duncan

9. Carne e Osso - Zélia Duncan e Moska

10. Os Outros - Leoni

11. Criado Mudo - Leoni

12. 50 Receitas - Leoni e Moska

13. Busy Busy - Toni Garrido

14. Humana - Toni Garrido

15. A Sombra da Maldade - Toni Garrido e Moska

16. Por Trás Desses Olhos Verdes - George Israel

17. Grand´ Hotel - George Israel

18. Boca - George Israel e Moska

19. Pangéa - André Abujamra

20. Elevador - André Abujamra

21. O Mundo - André Abujamra e Moska

EXTRAS: Para Se Fazer Uma Canção - Vários

### Zoombido Para Se Fazer Uma Canção - Vol. 3
Nos extras do Vol. 3, as fotos distorcidas que Moska tira dos convidados no programa através de tijolos de vidro.

#### Faixas
01 Amor de Carnaval (Decisão)- Gilberto Gil

02 Se Eu Quiser Falar com Deus - Gilberto Gil

03 Ela - Gilberto Gil e Moska

04 A Banda Maluca - Joyce

05 Na Casa do Villa - Joyce

06 Monsieu Binot - Joyce e Moska

07 Virginia - Sergio Dias

08 El Justiceiro - Sergio Dias

09 Fuga No. II - Sergio Dias e Moska

10 A Origem da Felicidade - Celso Fonseca

11 Bela - Celso Fonseca

12 Polaróides - Celso Fonseca e Moska

13 Todo Mundo Quer um Bem - Zé Renato

14 Do Céu - Zé Renato

15 Cama da Ilusão - Zé Renato e Moska

16 Vampiro - Jorge Mautner

17 Olhar Bestial/Sapo Cururu - Jorge Mautner

18 Maracatu Atômico - Jorge Mautner e Moska